# اسکات کراس (بازیکن بسکتبال)
اسکات مایکل کراس (انگلیسی: Scott Michael Cross؛ زادهٔ ۳ دسامبر ۱۹۷۴) مربی بسکتبال و بازیکن بسکتبال اهل ایالات متحده آمریکا است.